# Jakub Vadlejch
Jakub Vadlejch (né le 10 octobre 1990 à Prague) est un athlète tchèque, spécialiste du lancer du javelot, vice-champion du monde en 2017 à Londres et vice-champion olympique en 2021 à Tokyo.

## Biographie
Lors des qualifications du lancer de javelot des championnats du monde 2015 à Pékin, Jakub Vadlejch mord légèrement avec son coude sur la ligne, ce qui annule un jet qui lui aurait donné vraisemblablement la qualification pour la finale.
Le 7 juillet 2016, il termine 9e de la finale des Championnats d'Europe d'Amsterdam avec 78,12 m. Un mois plus tard, il obtient une place de finaliste aux Jeux olympiques de Rio de Janeiro en se classant 8ème avec un lancer à 82,42 m.

### Vice-champion du monde à Londres (2017)
Le 6 avril 2017, le Tchèque établit la meilleure performance mondiale de l'année avec 85,71 m. Il améliore cette marque à 87,91 m le 5 mai à Doha; mais finit troisième du concours. Le 12 août, Vadlejch devient vice-champion du monde lors des Mondiaux de Londres avec un jet à 89,73 m, record personnel, juste derrière l'Allemand Johannes Vetter (89,89 m). Deux semaines plus tard, lors du Weltklasse Zürich, étape finale de la Ligue de diamant et dans une nouvelle formule où le vainqueur de la finale remporte le trophée, il s'impose avec 88,50 m devant le champion olympique Thomas Röhler (86,59 m).

### Vice-champion olympique à Tokyo (2021)
Aux Jeux olympiques de Tokyo en 2021, le Tchèque décroche la médaille d'argent grâce à un lancer à 86,67 m, à moins d'un mètre du vainqueur indien Neeraj Chopra. Il monte ainsi sur son premier podium olympique en compagnie de son compatriote Vitezslav Vesely, troisième du concours.

### Médailles de bronze mondiales (2022-2023)
Au meeting Doha Diamond League il devient le second Tchèque, après Jan Zelezny, à dépasser les 90 m au javelot, avec un lancer à 90,88 m.
Aux championnats du monde 2022 à Eugene, Vadlejch se pare de bronze avec un lancer à 88,09 m, devancé par le Grenadien Anderson Peters et Neeraj Chopra. Il obtient une breloque du même métal à l'occasion de l'édition suivante à Budapest en 2023, en réussissant à sa dernière tentative un jet à 86,67 m, derrière le Pakistanais Arshad Nadeem et à nouveau Chopra. 

## Palmarès
| Date | Compétition                       | Lieu             | Résultat | Marque  |
| ---- | --------------------------------- | ---------------- | -------- | ------- |
| 2016 | Championnats d'Europe             | Amsterdam        | 9e       | 78,12 m |
| 2016 | Jeux olympiques                   | Rio de Janeiro   | 8e       | 82,42 m |
| 2016 | Ligue de diamant                  | Ligue de diamant | 1er      | détails |
| 2017 | Championnats d'Europe par équipes | Lille            | 1er      | 87,95 m |
| 2017 | Championnats du monde             | Londres          | 2e       | 89,73 m |
| 2017 | Ligue de diamant                  | Ligue de diamant | 1er      | 88,50 m |
| 2018 | Championnats d'Europe             | Berlin           | 8e       | 80,64 m |
| 2018 | Ligue de diamant                  | Ligue de diamant | 7e       | 81,58 m |
| 2018 | Coupe continentale                | Ostrava          | 2e       | 84,76 m |
| 2019 | Ligue de diamant                  | Ligue de diamant | 6e       | 84,17 m |
| 2019 | Championnats du monde             | Doha             | 5e       | 82,19 m |
| 2021 | Jeux olympiques                   | Tokyo            | 2e       | 86,67 m |
| 2022 | Championnats du monde             | Eugene           | 3e       | 88,09 m |
| 2022 | Championnats d'Europe             | Munich           | 2e       | 87,28 m |
| 2023 | Championnats du monde             | Budapest         | 3e       | 86,67 m |
| 2023 | Ligue de diamant                  | Ligue de diamant | 1er      | 84,24 m |
| 2024 | Championnats d'Europe             | Rome             | 1er      | 88,65 m |
| 2024 | Jeux olympiques                   | Paris            | 4e       | 88,50 m |

## Records
| Épreuve           | Performance | Lieu | Date        |
| ----------------- | ----------- | ---- | ----------- |
| Lancer du javelot | 90,88 m     | Doha | 13 mai 2022 |